# Джарделло, Джои
Джои Джарделло (англ. Joey Giardello; 16 июля 1930; Нью-Йорк, США — 4 сентября 2008; Черри Хилл, США) — американский боксёр-профессионал. Бывший чемпион мира в среднем весе.

## Профессиональная карьера
Дебютировал на профессиональном ринге 10 октября 1948 года, одержав победу нокаутом в первом же раунде.
4 августа 1952 года победил по очкам (раздельным решением) бывшего претендента на титул чемпиона мира в полусреднем весе Билли Грэма. Счёт официальных судей: 6/4 и 6/3 в пользу Джарделло, 5/4 — в пользу Грэма. Результат был очень спорным. Неофициальный счёт — 8/2 в пользу Грэма.
19 декабря 1952 года во второй раз встретился с Билли Грэмом. Победителем снова был объявлен Джарделло. Счёт: 6/4, 5/4 и 3/7. Неофициальный счёт: 6/4 в пользу Грэма.
6 марта 1953 года состоялся третий бой между Джарделло и Грэмом. Все трое судей отдали победу Грэму: 6/3, 7/4 и 8/3.
29 сентября 1953 года проиграл по очкам Джонни Сакстону.
30 сентября 1959 года проиграл по очкам нигерийцу Дику Тайгеру.
4 ноября 1959 года взял реванш у Тайгера, выиграв со счётом 47/45 и 45/44 (дважды).

### Чемпионский бой сДжином Фуллмером
20 апреля 1960 года вышел на бой против чемпиона мира в среднем весе по версии NBA Джина Фуллмера. Поединок продлился все отведённые 15 раундов. Один судья отдал победу Фуллмеру со счётом 145/142. Ещё один выставил 144/142 в пользу Джарделло. Ещё один посчитал, что была ничья (145/145). Таким образом, была зафиксирована ничья. Фуллмер сохранил свой титул.
11 октября 1960 года проиграл по очкам Терри Доунсу.
6 марта 1961 года проиграл по очкам Ральфу Дюпа.
10 июля 1961 года проиграл Генри Хэнку.
30 января 1962 года победил Генри Хэнка в матче-реванше. Счёт судей: 46/45, 47/44 и 46/46. Поединок был признан «Боем года» по версии журнала «Ринг».
24 июня 1963 года победил по очкам (единогласно) Шугара Рэя Робинсона.

### Чемпионский бой сДиком Тайгером
7 декабря 1963 года в третий раз в карьере встретился с Диком Тайгером. На кону были принадлежащие Тайгеру титулы WBC и WBA в среднем весе. Джарделло победил по очкам и, впервые в карьере, стал чемпионом мира.
14 декабря 1964 года победил Рубина Картера и защитил свои титулы.

### Четвёртый бой сДиком Тайгером
21 октября 1965 года состоялся четвёртый и заключительный бой противостояния Джарделло-Тайгер. Судьи единогласно отдали победу нигерийцу: 8/6, 9/5 и 10/5. Таким образом, Тайгер вернул себе титулы в среднем весе.

## Достижения
- Чемпион мира в средней весовой категории (WBC, 1963—1965).
- Чемпион мира в средней весовой категории (WBA, 1963—1965).